# گورستان دلونظر
قبرستان دلونظر مربوط به دوره قاجار است و در شهرستان خرم بید، بخش مرکزی، دهستان قشلاق، جنوب روستای دلونظر واقع شده و این اثر در تاریخ ۷ اسفند ۱۳۸۶ با شمارهٔ ثبت ۲۱۴۶۰ به‌عنوان یکی از آثار ملی ایران به ثبت رسیده‌است.